# Han Gan
Han Gan ou Han Kan  est un peintre chinois de la dynastie Tang, actif au milieu du VIIIe siècle, vers 742-756. Il serait peut-être né en 706 et mort en 783. Il est resté célèbre en tant qu'artiste spécialisé dans la peinture de chevaux, avant que n'apparaisse la distinction entre peintres professionnels et peintres lettrés amateurs.

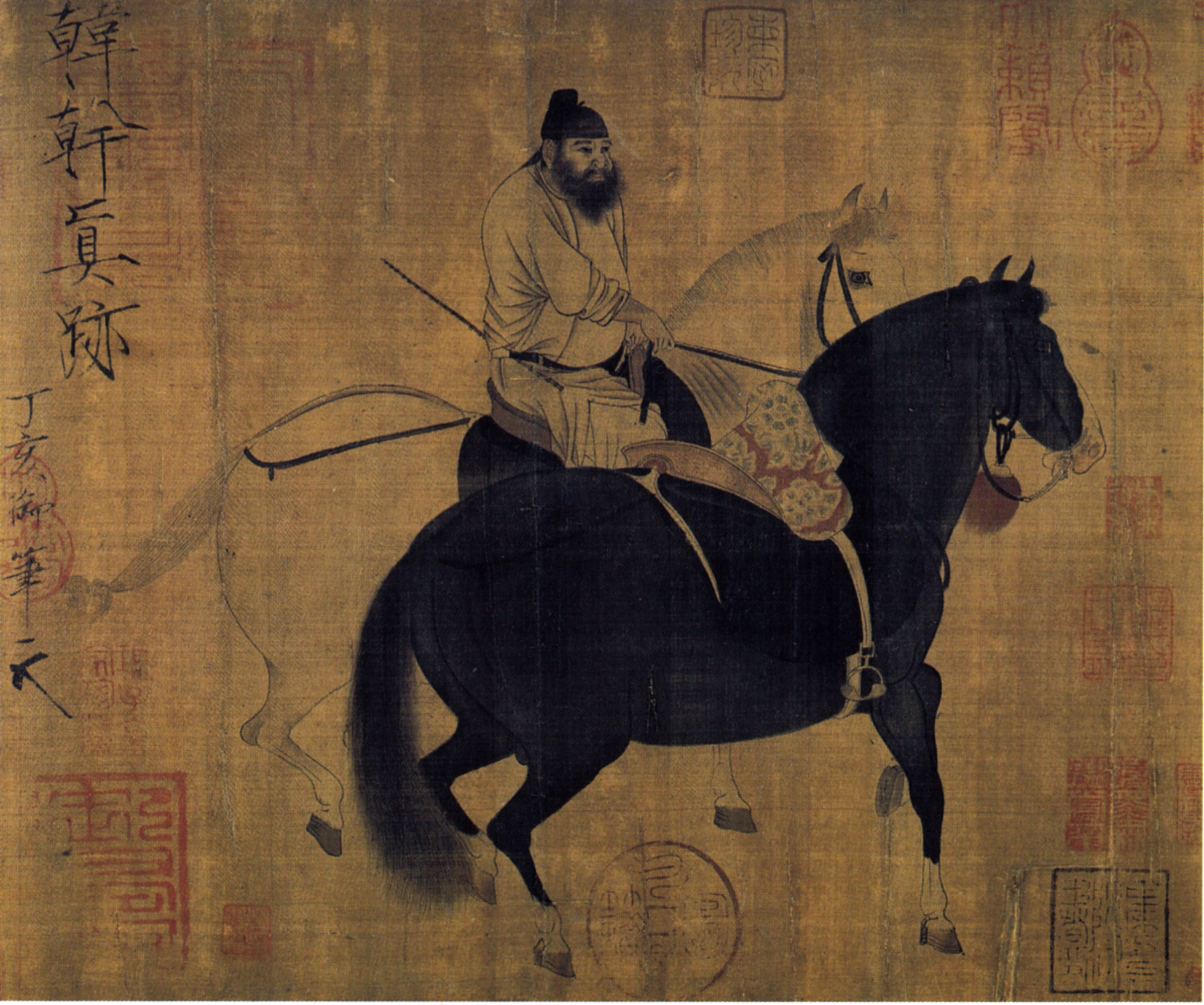
Chevaux et palefrenier. Copie d'après Han Gan (?). Encre et couleur sur soie. Feuille d'album 27,5 × 34,1 cm. Musée national du palais. Taipei

## Biographie
La biographie de Han Gan est mal connue. Il serait selon diverses sources originaire de la province du Henan ou du Shanxi. Issu d'une famille pauvre il serait venu habiter la capitale Chang'an, comme petit commis chez un marchand de vins ou dans un restaurant. Son talent est alors remarqué par l'illustre poète et peintre Wang Wei, qui l'aurait aidé financièrement à apprendre et exercer le métier de peintre. C'est ainsi qu'il devient peintre de figures et notamment de fresques bouddhiques. Vers 750 le jeune Han est convoqué à la cour où l'empereur Xuanzong, l'invite à se mettre à l'école de Chen Hong grand peintre de chevaux au service de l'empereur au VIIIe siècle. Mais le jeune artiste professionnel ayant produit des représentations bien différentes de celle de Chen Hong, il s'en serait justifié en disant que ses seuls maîtres étaient les chevaux eux-mêmes, dans l'écurie de l'empereur : un naturalisme en rupture avec la stylisation d'usage par convention auparavant.

## Jeux d'analogies: deux peintures exemplaires
- Palefrenier menant deux chevaux se joue du blanc et du noir, de la soie et de l'encre. Sur le fond presque blanc du rouleau de soie le cheval à la robe presque blanche est chevauché par un Tartare barbu, un de ces costaux venus des confins occidentaux à peine soumis à l'empereur, avec un cheval en tribut. Il conduit donc à son côté un magnifique pur-sang qui les recouvre, lui et sa monture blanche, dans l'image. Le pur-sang a la robe presque noire, surlignée d'un trait noir pur. Le cheval noir attend celui qui saura le chevaucher, l'empereur ? Il est là, vivant et noir comme l'encre. L'encre vivante par la magie du pinceau.
- Le portrait de Blanc qui illumine la nuit, avec sa crinière dépeinte poil par poil et d'un trait ferme, correspond à cette recherche de naturalisme[4] ou de réalisme, à l'époque des Tang. Ces qualités lui sont reconnues par ces deux textes de référence :  Les peintres célèbres des Tang et le Catalogue de la collection impériale de peinture de l'ère Xuanhe[5]. Mais le solide piquet auquel le cheval est attaché, planté au centre de la composition accentue le décentrement du cheval qui se rebelle avec l'énergie du désespoir, l'œil tourné vers nous. Beaucoup y ont vu une allusion à la condition insupportable imposée aux chevaux de la cour, dressés pour la danse, et par extension aux bons serviteurs de l'empire assujettis à de multiples contraintes. Le catalogue de la collection de l'empereur Huizong[6], au début du XIIe siècle, mentionne le fait que les « gentilshommes lettrés » aiment peindre les chevaux du fait de l'analogie qui les pousse à se sentir eux-mêmes « canassons fourbus ou purs-sangs, lents ou rapides, farouches ou distingués, chanceux ou malchanceux dans les épreuves ».

## La peinture de chevaux à l'époque desTang

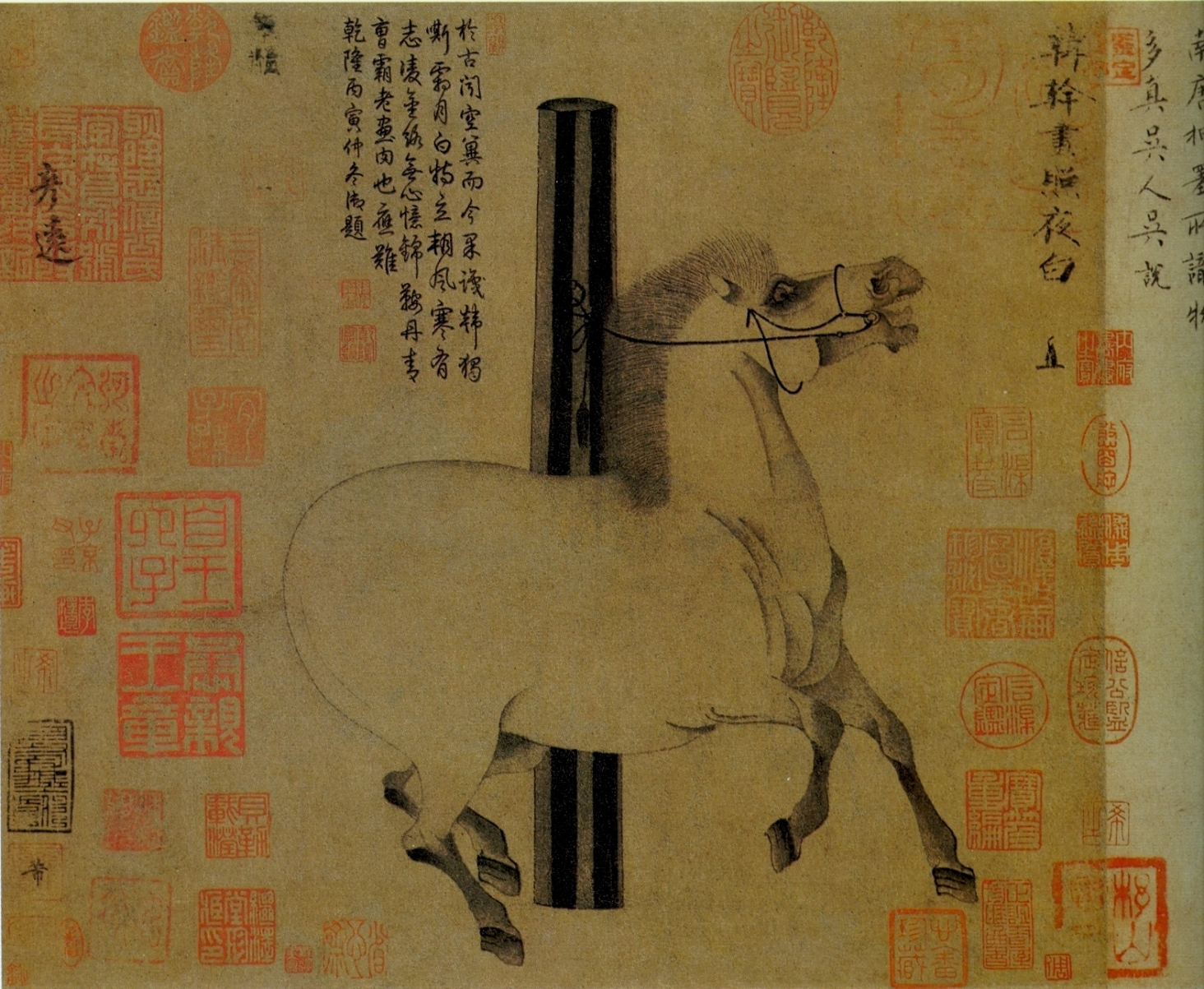
Portrait de cheval anciennement attribué à Han Gan, Le coursier "Blanc à illuminer la nuit", cheval favori de l'empereur Xuanzong des Tang, encre sur papier, ens. 30,8 × 34 cm, Metropolitan Museum.

Si Han gan doit sa célébrité à ses peintures de chevaux il faut aussi considérer que son succès participe de la naissance du genre « peinture de chevaux » à côté de la traditionnelle peinture de portraits. Cette petite révolution s'explique. Dans la Chine des Tang les confrontations avec les peuples qui disposent de chevaux plus rapides que le traditionnel poney chinois sont constantes. Les Tang vont déployer un luxe de stratégies pour acquérir des chevaux de grande qualité auprès des peuples qui en élèvent. Il faut aussi entrainer son élite aristocratique à une véritable culture du cheval. Ainsi la peinture qui témoigne de cet engouement orchestré par l'empereur pour le polo, la chasse et les joutes, montre indirectement que le cheval est devenu l'auxiliaire indispensable de la conquête et de l'expansion vers l'Asie centrale, avec la maîtrise de la Route de la soie et du commerce qui enrichit l'empire. Le peintre est donc associé à la célébration des splendides écuries de l'empereur dans ce contexte politique et culturel.
À l'époque de Han Gan le cheval dont on veut conserver l'image n'est plus seulement un coursier entrainé pour la bataille. Les chevaux, sculptés dans la pierre, qui ont monté la garde sur le tombeau de l'empereur Taizong, résistants et trapus, sont remplacés par d'innombrables montures de luxe. Les écuries impériales alors comptent quarante mille chevaux. Chen Hong et Han Gan sont conviés à faire le portrait des montures favorites du souverain. Un grand nombre de ces étalons sont convoyés à la capitale depuis les régions lointaines du Ferghana et de Khotan : en signe de soumission ou d'alliance, comme tribut. Les peintures qui en sont faites ne font que perpétuer l'hommage rendu par les nations étrangères au prestige de la cour chinoise: elles revêtent par elles-mêmes une dimension historique.

## Les héritiers: hommages, références, copies ... et faux!
- Des héritiers innombrables

L'empereur Xuanzong et à sa suite ceux qui virent les originaux ont été frappés par le naturalisme avec lequel Han Gan donne vie à ses modèles. La légende évoque ainsi une peinture de Han Gan qui prend vie dans le feu qui la détruit. Dans cette culture de cour à son apogée, où l'on voit jusqu’aux femmes pratiquer le polo, l'artiste pose les codes de la représentation du cheval et le jeu des allusions ou des symboles qui lui sont associés. Plus tard, les peintres spécialistes professionnels ou les lettrés, de Li Gonglin à Zhao Mengfu feront jouer toutes les significations associées au cheval selon son attitude, selon la situation et la mise en scène créée, selon l'écriture qui le fait vivre dans l'image.
Ce succès mérité génère aussi son lot de faussaires : mais il ne suffit pas d'inscrire la signature de Han Gan sur tout portrait de cheval un peu ancien pour générer toute la richesse des associations que ce peintre hors pair a su créer entre le splendide animal et l'homme.

## Musées

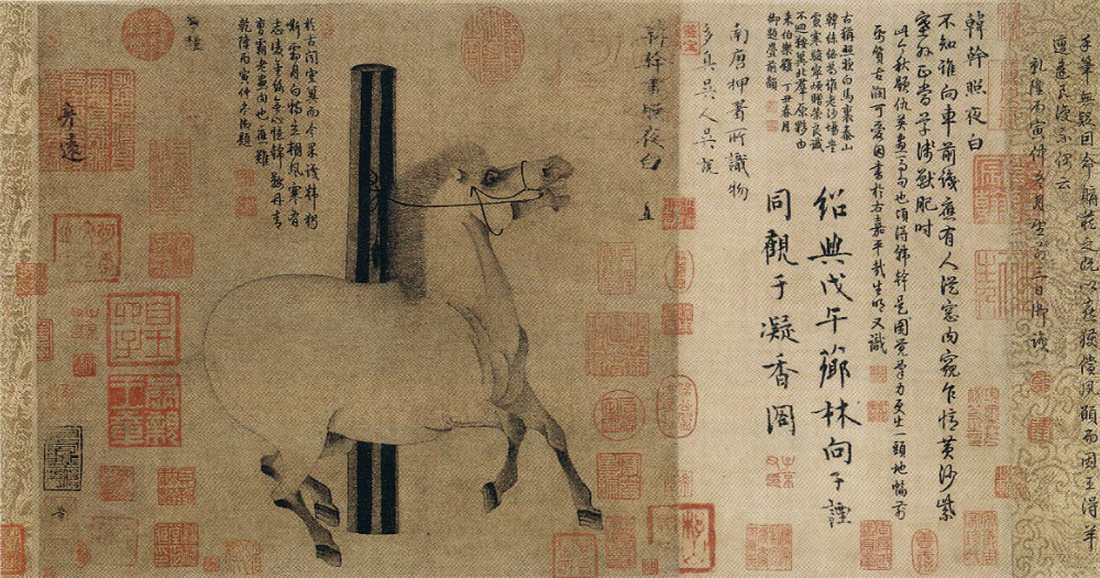
Le coursier « Blanc à illuminer la nuit ». L'ensemble du rouleau.

- New York : (Metropolitan Museum of Art)
  - Le coursier « Blanc à illuminer la nuit ». Feuille d'album, encre sur papier, plusieurs inscriptions et plusieurs sceaux,
  - Valet Tartare menant un cheval. Rouleau portatif ou rouleau en longueur, longue inscription de l'empereur Song Huizong.
- Pékin (Musée du Palais) :
  - Huit hommes amenant trois chevaux en tribut. Rouleau en longueur, inscription de l'empereur Song Huizong datée 1114 et de Wang Zhideng datée 1574, poèmes de trois écrivains Yuan, attribution.
  - Toilette du cheval. Feuille d'album inscrite avec le nom du peintre.
- Taipei (Nat. Palace Mus.) :
  - Chevaux et palefrenier. Feuille d'album, encre et couleurs sur soie. Inscription de l'empereur Song Huizong datée 1107, sceaux de Huizong et d'empereurs ultérieurs.
  - Singes et chevaux[10]. Rouleau en hauteur, encre et couleur sur soie. Copie datant probablement des Cinq dynasties ou des Song.
- Washington DC (Freer Gallery of Art) :
  - Envoyés des pays Occidentaux conduisant trois chevaux richement caparaçonnés en tribut. Rouleau portatif, inscription dans le style de l'empereur Song Huizong datée 1114, colophon du peintre Mo Shilong (actif vers 1557-1600), vraisemblablement une copie d'après l'un des cinq rouleaux de Han Gan représentant des étrangers amenant des chevaux en tribut. Ce musée possède aussi une copie plus tardive de cette même peinture.